# Lamothe-Goas
Lamothe-Goas är en kommun i departementet Gers i regionen Occitanien i sydvästra Frankrike. Kommunen ligger i kantonen Fleurance som tillhör arrondissementet Condom. År 2022 hade Lamothe-Goas 80 invånare.

## Befolkningsutveckling
Antalet invånare i kommunen Lamothe-Goas
Referens:INSEE